# 독수리앵무과
독수리앵무과(Psittrichasiidae)는 앵무목에 속하는 조류과의 하나이다. 2개 아과로 이루어져 있다. 뉴기니섬과 인도양 제도에서 각각 발견된다.

## 하위 아과
- 독수리앵무아과 (Psittrichasinae)
  - 독수리앵무속 (Psittrichas)
    - 독수리앵무 (Psittrichas fulgidus)
- 검은앵무아과 (Coracopsinae)
  - 검은앵무속 (Coracopsis)
    - 쇠검은앵무 (Coracopsis nigra)
    - 검은앵무 (Coracopsis vasa)